# Lacinipolia teligera
Lacinipolia teligera är en fjärilsart som beskrevs av Morrison 1874. Lacinipolia teligera ingår i släktet Lacinipolia och familjen nattflyn. Inga underarter finns listade i Catalogue of Life.